# Boris Eikhenbaum
Borís Mijáilovich Eijenbaum (o Eichenbaum)  —en ruso: Борис Михайлович Эйхенбаум— (Krasny, gobernación de Smolensk, Imperio ruso, 4 de octubre de 1886 - Leningrado, URSS, 24 de noviembre de 1959) fue un historiador y teórico de la literatura rusa, crítico literario, y escritor ruso.

## Trayectoria
Eijenbaum pasó su niñez y adolescencia en Vorónezh adonde fue destinado su padre. Tras terminar sus estudios primarios en 1905, fue a la capital San Petersburgo e ingresó en la Academia Médico-Militar, y en 1906 ingresó en la Facultad de Biología de la Institución Superior Libre de Piotr Lésgaft. Combinaba sus estudios en biología con los de música (violín, piano y voz). En 1907, abandonó este centro y empezó en la Escuela Musical de Yevgueni Rapgof y en la Facultad de Historia y Filología de la Universidad de San Petersburgo. En 1909, abandonó completamente sus aspiraciones profesionales en el ámbito de la música, centrándose en la filología. Después de dos años de estudio en el departamento de lenguas eslavas, en 1909, fue trasladado al departamento de lenguas romances, pero poco después volvió al departamento de lenguas eslavas. Terminó sus estudios universitarios en 1912. 
De 1913 a 1914, publicó artículos en varios periódicos y escribió reseñas sobre literatura europea en el periódico Rússkaya molvá (Русская молва). En 1914, empezó como profesor en el Gymnasium de Yákov Gurévich.   Un momento importante en la biografía de Eijenbaum fue su implicación con otros miembros del OPOYAZ, fundado en 1916. En 1918, se incorporó al grupo y participó en sus investigaciones  hasta mediados de la década de 1920. Con ensayos como la Teoría del "método formal" ayudó a perfilar la aproximación a la literatura del grupo OPOYAZ,  exponente máximo del formalismo ruso. Entre 1947 y 1949, fue víctima, junto con Víktor Zhirmunski, Grigori Gukovski y Mark Azadovski, de una persecución durante la campaña contra el cosmopolitismo sin raíces, aunque pudo continuar sus investigaciones hasta su muerte, en 1959.

## Obra
- Пушкин-поэт и бунт 1825 (Опыт психологического исследования) («Pushkin como poeta y la revuelta de 1825 (Una aproximación a la investigación psicológica)», 1907)
- Как сделана "Шинель" Гоголя («Cómo está hecho El capote de Gógol», 1919)
- Мелодика русского лирического стиха («Melodía de la poesía lírica rusa», 1922)
- Молодой Толстой («Joven Tolstói», 1922)
- Анна Ахматова Опыт анализа («Anna Ajmátova: una aproximación a su obra», 1923)
- Лермонтов. Досвед историко-литературной оценки («Lérmontov. Un estudio en la evaluación histórico-literaria», 1924)
- Лесков и современная проза («Leskov y la prosa contemporánea», 1925)
- О. Генрі і теорія новелли («O. Henry y la teoría del relato corto», 1925)
- Литература и кино («Literatura y cine», 1926)
- Теория "формального метода" («Teoría del "método formal"», 1925)
- Литературный быт («Costumbres literarias», 1927)
- Лев Толстой: пятидесятые годы («Lev Tolstói: los Cincuenta», 1928)
- Лев Толстой: шестидесятые годы («Lev Tolstói: los Sesenta», 1931)
- Лев Толстой: семидесятые годы («Lev Tolstói: los Setenta», 1940)